# Stazione di Sansepolcro
La stazione di Sansepolcro è la stazione ferroviaria capolinea settentrionale della Ferrovia Centrale Umbra. Serve il centro abitato di Sansepolcro.

## Storia
La stazione fu aperta come stazione passante per la linea a scartamento ridotto Arezzo-Fossato di Vico. Nel 1944 la linea fu distrutta pesantemente dai bombardamenti della seconda guerra mondiale e dal 1945 la linea non fu più ricostruita.
Nel 1956 venne riaperta al traffico viaggiatori insieme al tratto da Sansepolcro a Monte Corona (sostituendo lo scartamento ridotto con quello ordinario), per prolungare la linea per Terni.
Dal 25 dicembre 2017 la stazione è stata chiusa in attesa dei lavori di manutenzione di impianti e sostituzione dei binari.

## Servizi
La stazione offre i seguenti servizi:
- Biglietteria a sportello
- Sala d'attesa
- Servizi igienici
- Bar